# John Bigelow, Jr.
John Bigelow, Jr. (* 12. Mai 1854 in New York City; † 29. Februar 1936 in Washington, D.C.) war ein US-amerikanischer Kavallerie-Offizier, Schriftsteller und Hochschullehrer. Er war Vorsteher des Yosemite-Nationalparks.

## Leben
John Bigelow, Jr. wurde als ältester Sohn des Anwalts und Staatsmannes John Bigelow geboren. Als Kind lebte er fünf Jahre in Paris. Im Alter von sechzehn Jahren kam er nach Deutschland, schrieb sich mit Siebzehn an der Universität Berlin ein und wechselte ein Jahr später an der Bergakademie Freiberg, wo er bis 1873 Bergbau studierte. Dort wurde er Mitglied des Corps Montania Freiberg. Als einer der letzten Freiberger Studenten verbüßte er im August 1872 14 Tage geschärften Karzer. Bereits nach einem Jahr kehrte er in die Vereinigten Staaten zurück und besuchte in West Point die United States Military Academy. 1877 verließ er die Akademie als Leutnant und diente in den folgenden Jahren im 9. und 10. Kavallerieregiment, zwei Buffalo-Soldier-Regimentern. In den Indianerkriegen kämpfte er 1880 in der Schlacht von Tularosa gegen die Chiricahua-Apachen unter Victorio und bis 1886 in den Gefechten gegen und der Jagd nach Geronimo. Von 1889 bis 1890 war er zum Adjutant General’s Office der District of Columbia Militia kommandiert.
1893 zum Major befördert lehrte Bigelow von 1894 bis 1898 als Professor am Massachusetts Institute of Technology Militärwissenschaften. Im Spanisch-Amerikanischen Krieg kämpfte er im 10. Kavallerie-Regiment an der Seite der Rough Riders um Theodore Roosevelt und wurde in der Schlacht am San Juan Hill verwundet. Nach dem Krieg schlug Bigelow 1899 die Beförderung zum Oberstleutnant verbunden mit dem Kommando eines Freiwilligenregiments aus, was Roosevelt brüskierte. Dies und sein engagiertes Eintreten für die schwarzen Buffalo Soldiers verbauten ihm später eine von ihm nach 1910 angestrebte politisch-diplomatische Karriere.
Nach drei Jahren in Kuba, in denen er spanische Kriegsansprüche untersuchte, kehrte er mit dem 10. Kavallerieregiment in den Westen der USA zurück. 1904 wurde er Vorsteher des Yosemite-Nationalparks. Mit Teilen des 9. Buffalo-Soldier-Kavallerieregiments legte er dort ein erstes Arboretum an.
1905 quittierte er den Dienst und lehrte als Professor am Massachusetts Institute of Technology bis 1910 moderne Sprachen, insbesondere Französisch. In der Folgezeit verfasste er einige politische Schriften. Mit Eintritt der USA in den Ersten Weltkrieg war er als Oberstleutnant bis 1919 im Kriegsministerium tätig.
Bigelow war seit 1883 mit Mary Braxton Dallam verheiratet, mit der er eine Tochter und einen Sohn hatte. Der Sohn Braxton, der sich freiwillig zu den britischen Streitkräften gemeldet hatte, fiel 1917 in Frankreich bei Loos als Hauptmann der British Royal Engineers.

## Auszeichnungen
- Silver Star, 1898
- Purple Heart, 1898

## Schriften
- Mars-la-Tour and Gravelotte. 1884
- The Principles of Strategy, 1894
- On the bloody Trail of Geronimo
- Reminiscences of the Santiago campaign, 1899
- The Campaign of Chancellorsville, 1910
- American Policy: The Western Hemisphere in its Relation to the Eastern, 1914
- World Peace: How War cannot be abolished, how it may be abolished, 1916
- Breaches of Anglo-American Treaties. A study in History and Diplomacy